# Megastigmus thuriferana
Megastigmus thuriferana is een vliesvleugelig insect uit de familie Torymidae. De wetenschappelijke naam is voor het eerst geldig gepubliceerd in 2006 door Roques & El Alaoui.